# Zbigniew Rychlicki
Zbigniew Rychlicki (ur. 17 stycznia 1922 w Orzechówce, zm. 10 września 1989 w Bratysławie) – polski artysta grafik, ilustrator książek dla dzieci.  

## Życiorys
Brat aktora Stanisława Rychlickiego (1926–2000). Studiował w Katedrze Grafiki Książkowej w krakowskim Instytucie Sztuk Plastycznych. Naukę zaczął w czasie okupacji, równolegle pracując jako robotnik w fabryce. W 1947 zaczął pracę w łódzkim Studiu Filmów Rysunkowych. W 1949 przeprowadził się do Warszawy, gdzie związał się z Instytutem Wydawniczym „Nasza Księgarnia”, w którym przez ponad 30 lat pracował jako naczelny grafik. Współpracował także jako projektant okładek z „Czytelnikiem” oraz „Książką i Wiedzą”. Od 1951 pracował jako kierownik artystyczny w młodzieżowym tygodniku „Przyjaciel”, współpracował również ze „Świerszczykiem”.
Był autorem ilustracji książek dla dzieci, m.in. Od rzeczy do rzeczy autorstwa Wandy Chotomskiej, Proszę słonia Ludwika Jerzego Kerna, Plastusiowy pamiętnik Marii Kownackiej, Podróże Guliwera Jonathana Swifta, Tajemnicza wyspa Juliusza Verne’a.
Autor graficznej strony czasopisma „Miś”, stworzył plastyczną postać Misia Uszatka oraz pozostałe postacie: Prosiaczka, Króliczka, Zajączka i Psa. Autor projektów postaci i scenografii do lalkowego serialu animowanego Miś Uszatek realizowanego w latach 70. i 80. w Se-ma-forze w Łodzi. Projektował także okładki szeroko rozpowszechnionej serii książkowej dla młodzieży Biblioteka Młodych.
Laureat ponad 20 krajowych i zagranicznych nagród i wyróżnień. Jest jedynym Polakiem wyróżnionym Nagrodą im. Hansa Christiana Andersena dla ilustratorów w 1982 roku - najważniejszą nagrodą za twórczość dla dzieci przyznawaną przez Międzynarodową Izbę ds. Książek dla Młodych (IBBY).
Zmarł w 1989 podczas Biennale Ilustracji w Bratysławie, pochowany na cmentarzu Wojskowym na Powązkach w Warszawie (kwatera A II-3-10).

## Ordery i odznaczenia
- Srebrny Krzyż Zasługi (7 lipca 1954)[6]
- Medal 10-lecia Polski Ludowej (19 stycznia 1955)[7]
- Order Uśmiechu
- Odznaka „Zasłużony Działacz Kultury” (1967)[8]

## Nagrody[3]
- Nagroda Prezesa Rady Ministrów za twórczość dla dzieci i młodzieży (1954)
- Złota Plakieta na Biennale Ilustracji BIB w Bratysławie (1973)
- Nagroda im. Hansa Christiana Andersena przyznawana twórcom książek dziecięcych (1982)